# Élections municipales de 1979 à Séville
Les élections municipales de 1979 à Séville (en espagnol : elecciones municipales de 1979 en Sevilla) se tiennent le mardi 3 avril 1979, afin d'élire les 31 conseillers municipaux de Séville pour un mandat de quatre ans.

## Mode de scrutin

### Conditions de candidature
Peuvent présenter des candidatures : 
- les partis et fédérations de partis inscrits auprès des autorités ;
- les coalitions de partis et/ou fédérations inscrites auprès de la commission électorale au plus tard dix jours après la convocation du scrutin ;
- et les électeurs de la commune, s'ils représentent au moins 2 000 parrainages.

### Répartition des sièges
Le nombre de conseillers municipaux est établi en fonction de la population de la commune. Les communes de plus de 100 001 habitants comptent 25 conseillers et un conseiller supplémentaire pour 100 000 habitants ou fraction, ainsi qu'un conseiller supplémentaire si le total de conseillers municipaux constitue un nombre pair. Séville comptant officiellement 622 532 habitants recensés à la fin de l'année 1978, elle dispose de 31 conseillers municipaux.
Seules les listes ayant recueilli au moins 5 % des suffrages valides peuvent participer à la répartition des sièges à pourvoir dans cette même circonscription, qui s'organise en suivant différentes étapes : 
- les listes sont classées en une colonne par ordre décroissant du nombre de suffrages obtenus ;
- les suffrages de chaque liste sont divisés par 1, 2, 3... jusqu'au nombre de députés à élire afin de former un tableau ;
- les mandats sont attribués selon l'ordre décroissant des quotients ainsi obtenus[1].

### Élection du maire
Le maire est élu par le conseil municipal, parmi les conseillers municipaux ayant occupé la première place de leurs listes respectives. Est élu maire celui qui recueille le soutien de la majorité absolue des conseillers. Si aucun candidat n'atteint cette majorité, le conseiller municipal ayant occupé la première place de la liste qui a recueilli le plus grand nombre de suffrages est proclamé maire.

## Campagne

### Principales listes
| Force politique | Force politique                                                          | Force politique | Idéologie                                                      | Tête de liste               | Résultats en 1977 |
| --------------- | ------------------------------------------------------------------------ | --------------- | -------------------------------------------------------------- | --------------------------- | ----------------- |
|                 | Parti socialiste ouvrier espagnol (es) Partido Socialista Obrero Español | PSOE            | Centre gauche Socialisme, marxisme                             | Antonio Rodríguez Almodóvar | 34,0 % des voix   |
|                 | Union du centre démocratique (es) Unión de Centro Democrático            | UCD             | Centre Social-libéralisme, démocratie chrétienne, régionalisme | Rafael López Polanco        | 31,9 % des voix   |
|                 | Parti communiste d'Espagne (es) Partido Comunista de España              | PCE             | Gauche Marxisme-léninisme, communisme, républicanisme          | Alonso Balosa               | 14,2 % des voix   |
|                 | Parti socialiste d'Andalousie (es) Partido Socialista de Andalucía       | PSA             | Gauche Socialisme, marxisme-léninisme, nationalisme            | Luis Uruñuela (es)          | 0,6 % des voix    |

## Résultats
|                        |                                                            |         |       |        |  |  |  |  |  |  |  |  |  |  |
| Parti                  | Parti                                                      | Voix    | %     | Sièges |  |  |  |  |  |  |  |  |  |  |
|                        | Union du centre démocratique (UCD)                         | 65 725  | 27,13 | 9      |  |  |  |  |  |  |  |  |  |  |
|                        | Parti socialiste ouvrier espagnol (PSOE)                   | 60 116  | 24,81 | 8      |  |  |  |  |  |  |  |  |  |  |
|                        | Parti socialiste d'Andalousie (PSA)                        | 56 957  | 23,51 | 8      |  |  |  |  |  |  |  |  |  |  |
|                        | Parti communiste d'Espagne (PCE)                           | 44 704  | 18,45 | 6      |  |  |  |  |  |  |  |  |  |  |
|                        | Parti du travail d'Andalousie (es) (PTA)                   | 3 747   | 1,55  | 0      |  |  |  |  |  |  |  |  |  |  |
|                        | Coalition démocratique (CD)                                | 2 850   | 1,18  | 0      |  |  |  |  |  |  |  |  |  |  |
|                        | Fuerza Nueva (FN)                                          | 2 243   | 0,93  | 0      |  |  |  |  |  |  |  |  |  |  |
|                        | Organisation communiste d'Espagne – Drapeau rouge (OCE-BR) | 1 745   | 0,72  | 0      |  |  |  |  |  |  |  |  |  |  |
|                        | Parti communiste ouvrier espagnol (PCOE)                   | 1 576   | 0,65  | 0      |  |  |  |  |  |  |  |  |  |  |
|                        | Unification communiste d'Espagne (UCE)                     | 982     | 0,41  | 0      |  |  |  |  |  |  |  |  |  |  |
|                        | Parti socialiste ouvrier espagnol historique (es) (PSOE-H) | 891     | 0,37  | 0      |  |  |  |  |  |  |  |  |  |  |
|                        | Autres partis                                              | 746     | 0,31  | 0      |  |  |  |  |  |  |  |  |  |  |
|                        |                                                            |         |       |        |  |  |  |  |  |  |  |  |  |  |
| Suffrages exprimés     | Suffrages exprimés                                         | 242 282 | 99,37 |        |  |  |  |  |  |  |  |  |  |  |
| Votes nuls             | Votes nuls                                                 | 1 545   | 0,63  |        |  |  |  |  |  |  |  |  |  |  |
| Total                  | Total                                                      | 243 827 | 100   | 31     |  |  |  |  |  |  |  |  |  |  |
| Abstention             | Abstention                                                 | 184 124 | 43,02 |        |  |  |  |  |  |  |  |  |  |  |
| Inscrits/Participation | Inscrits/Participation                                     | 427 951 | 56,98 |        |  |  |  |  |  |  |  |  |  |  |

## Suites
Dès le lendemain du scrutin, le Parti socialiste et le Parti communiste parviennent à un accord de principe pour gouverner ensemble partout où la gauche dispose d'une majorité. L'accord définitif est conclu le 12 avril 1979, et signé six jours plus tard par les directions des deux partis. En Andalousie, le Parti socialiste d'Andalousie se trouve placé en position d'arbitre entre l'Union du centre démocratique et les partis de gauche dans plusieurs villes, dont Séville.
Le PSOE, le PCE et le PSA négocient alors de se soutenir mutuellement, sans parvenir à une entente globale en raison d'un désaccord pour la mairie de Séville, que revendiquent les socialistes et les nationalistes andalous,,. L'accord final est conclu à 3 h 30 le 19 avril, et prévoit l'attribution de la capitale andalouse au Parti socialiste d'Andalousie, qui renonce en échange à la mairie de Grenade. Le 21 avril, son candidat, Luis Uruñuela (es), est effectivement élu maire de Séville par 22 voix favorables.